# Hestia Rupes
L'Hestia Rupes è una formazione geologica della superficie di Venere.
Prende il nome da Estia, dea greca del focolare.